# Andrzej Zientarski
Andrzej Zientarski (ur. 30 listopada 1920 w Pleszewie, zm. 2 października 1992) – polski prawnik, sędzia, doktor nauk prawnych, historyk, w latach 1959–1977 prezes Zarządu Wojewódzkiego w Koszalinie i członek Zarządu Głównego Towarzystwa Wiedzy Powszechnej, założyciel i wieloletni członek Zarządu Klubu Inteligencji Katolickiej w Koszalinie.

## Życiorys
W rodzinnym Pleszewie ukończył szkołę powszechną i gimnazjum. Studia prawnicze rozpoczął w 1938 na Uniwersytecie Poznańskim. Po wybuchu wojny aresztowany, a następnie skierowany do obozów w Poznaniu i Łodzi. W lipcu 1941 wywieziony do Rzeszy i zatrudniony w charakterze robotnika przymusowego. W 1942 utworzył grupę tajnego nauczania w Ratyzbonie. Po wyzwoleniu w kwietniu 1945 podjął studia na Wydziale Prawno-Ekonomicznym Uniwersytetu w Tybindze.
Do Polski wrócił w 1947, kontynuując studia prawnicze na uniwersytecie w Poznaniu, które ukończył w 1949. Od 1950 zatrudniony w Sądzie Apelacyjnym w Poznaniu, jako aplikant. Od 1951 sędzia Sądu Rejonowego w Szczecinku, a od 1953 prezes tego Sądu. Od 1957 sędzia Sądu Wojewódzkiego w Koszalinie. Od 1982 sędzia Sądu Wojewódzkiego w Szczecinie. 
Jako sędzia Sądu Wojewódzkiego delegowany do pracy w Okręgowej Komisji Badania Zbrodni Hitlerowskich w Koszalinie, następnie Okręgowej Komisji Badania Zbrodni Przeciwko Narodowi Polskiemu – Instytutu Pamięci Narodowej. W ramach pracy w Komisji przewodniczący zespołu badawczego zajmującego się wymiarem sprawiedliwości III Rzeszy. W latach 1988–1990 członek Rady Ochrony Pamięci Walk i Męczeństwa.
W 1979 obronił dysertację doktorską Represje gestapo wobec polskich robotników przymusowych na Pomorzu Zachodnim w latach 1939–1945 na Uniwersytecie im. Adama Mickiewicza w Poznaniu.
Na emeryturę przeszedł 31 października 1990. Jego synem jest Piotr Zientarski (ur. 1952).
Jego imieniem nazwano ulicę w Koszalinie.

## Prace (wybór)
- Walki z najeźdźcą hitlerowskim i zbrodnie hitlerowskie na terenie woj. koszalińskiego w latach 1939-1945, Państwowe Przedsiębiorstwo Wydawnictw Kartograficznych, Warszawa 1974.
- Obóz jeniecki w Czarnem: Stalag II B Hammerstein (współautor: Gracjan Bojar-Fijałkowski), Koszaliński Ośrodek Naukowo-Badawczy, Okręgowa Komisja Badania Zbrodni Hitlerowskich w Koszalinie, Koszalin 1975.
- Represje Gestapo wobec polskich robotników przymusowych na Pomorzu Zachodnim 1939-1945, Koszaliński Ośrodek Naukowo-Badawczy, Okręgowa Komisja Badania Zbrodni Hitlerowskich w Koszalinie, Koszalin 1979.
- Obóz dla internowanych w Lipce, GKBZH, Warszawa 1979.
- Obozy hitlerowskie na Pomorzu Zachodnim w okresie 1939–1940, „Biuletyn Głównej Komisji Badania Zbrodni Hitlerowskich w Polsce”, T. 31, 1982, s. 23.
- Ludobójstwo w praktyce władz hitlerowskich Pomorza Zachodniego (Genocide practiced by nazi authorities in Western Pomerania), Międzynarodowa Sesja Naukowa „Hitlerowskie ludobójstwo w Polsce i Europie 1939-1945”, GKBZH, Warszawa 1983.